# Molekulový orbital
Molekulový orbital je grafické vyjádření prostorové komponenty vlnové funkce elektronu.
Teoretická chemie se snaží mnoha metodami charakterizovat molekulové orbitaly (MO). MO popisuje chování jednoho elektronu v magnetickém poli generovaném atomovými jádry a průměrnou distribuci dalších elektronů.

## Teorie MO–LCAO
Teorie MO–LCAO (Molecular Orbital – Linear Combination of Atomic Orbitals) popisuje vznik MO pomocí lineární kombinace atomových orbitalů (AO). K tomu dojde prostorovým překryvem AO atomů. Velikost překryvu je charakterizována integrálem překryvu S, jeho velikost se pohybuje od 0 (nedošlo k překryvu) do 1 (mezijaderná vzdálenost atomů je nulová).
Aby mohlo k překryvu dojít, musí být splněny následující podmínky:
- Energie původních AO musí být podobná
- Počet vznikajících MO musí být shodný s počtem AO
- AO musí mít stejnou symetrii k ose vznikající vazby

Energetický rozdíl mezi vzniklými MO a tím i síla vazby stoupá s rostoucí hodnotou integrálu překryvu.

## Příklady

### H2
Tato jednoduchá molekula se skládá ze dvou atomů vodíku, které můžeme označit jako H' a H''. Energeticky nejnižší AO, 1s' a 1s'', poskytnou tyto dva MO:
| 1s'−1s'' | Antisymetrická kombinace poskytne antivazebný (antibonding) orbital: znaménka vlnové funkce se mění při zrcadlení, vůči ostatním operacím symetrie je invariantní |
| 1s'+1s'' | Symetrická kombinace poskytne vazebný (bonding) orbital: invariantní vůči všem operacím symetrie                                                                  |

Symetrická kombinace (vazebný orbital) má nižší energii oproti antisymetrické (protivazebný orbital). Oba elektrony proto obsadí vazebný orbital, čímž vznikne kovalentní vazba s řádem jedna.

### H3
Označme vodíkové atomy této hypotetické molekuly jako H, H' (centrální) a H''. Lineární kombinací jejich AO získáme tři nové MO:
| 1s'−1s'+1s'' | Symetrický antivazebný orbital – dvě nodální plochy kolmé na vazbu         |
| 1s'−1s''     | Antisymetrický nevazebný orbital – jedna nodální rovina podél osy symetrie |
| 1s'+1s'+1s'' | Symetrický vazebný orbital – žádná nodální plocha není přítomna            |

Dva elektrony obsadí vazebný orbital a zbývající třetí elektron obsadí nevazebný orbital.